# Putovnica Italije
Putovnica Italije putna je isprava koja se državljaninima Italije izdaje za putovanje i boravak u inozemstvu, kao i za povratak u zemlju. Za vrijeme boravka u inozemstvu, putna isprava služi za dokazivanje identiteta i kao dokaz o državljanstvu Italije. Putovnica Italije se izdaje za neograničen broj putovanja.
Italije je država potpisnica Schengena, i prema tome građani Italije mogu putovati u druge države EU s osobnom iskaznicom.

## Fizički izgled
Talijanske putovnice dijele zajednički dizajn putovnica EU-a: bordo su boje, s grbom Italije u sredini prednje korice. Riječ "Passaporto", što znači putovnica, ispisana je ispod grba, a "Unione Europea" (engleski: European Union), "Repubblica Italiana" (engleski: Italian Republic) iznad. Simbol biometrije pojavljuje se točno ispod "Passaporta" u sredini. Trenutna verzija putovnice sadrži 48 stranica.

### Stranica s identifikacijskim podacima
- slika vlasnika putovnice
- tip ("P" za putovnicu)
- kod države
- serijski broj putovnice
- prezime i ime vlasnika putovnice
- državljanstvo
- nadnevak rođenja (DD. MM. GGGG)
- spol (M za muškarce ili F za žene)
- mjesto rođenja
- nadnevak izdavanja (DD. MM. GGGG)
- potpis vlasnika putovnice
- nadnevak isteka (DD. MM. GGGG)
- izdana od

## Uvjeti za fotografije biometrijske putovnice
Tehničke i kvalitativne karakteristike koje fotografija mora imati za talijansku putovnicu:
- Ne smije imati odsjaje bljeskalice na licu, a pogotovo ne crvene oči
- Lice bi trebalo pokriti 70-80% fotografije od baze brade do čela
- Fokus mora biti oštar
- Fotografija mora biti ispisana na visokokvalitetnom papiru visoke rezolucije
- Lice mora biti dobro centrirano u kameri, ne u profilu
- Fotografirana osoba mora imati neutralni izraz lica i ne smijati se
- Oči moraju biti otvorene i jasno vidljive
- Fotografija mora imati bijelu podlogu i jednolično svjetlo
- Fotografija se mora snimiti gledajući izravno u kameru
- Fotografija mora biti nova (ne starija od 6 mjeseci)
- Fotografija mora biti u boji
- Veličina: 35x45 mm (Visina glave (do vrha kose): 33.5mm; Udaljenost od vrha fotografije do vrha kose: 2mm)
- Fotografija bi trebala prikazivati osobu samu, bez drugih predmeta ili ljudi u pozadini

## Jezici
Putovnica je ispisana talijanskim jezikom.